# Michèle
Michèle ist ein weiblicher Vorname.

## Herkunft und Bedeutung
Michèle ist eine französische Form von Michaela. Bekannter ist die Schreibvariante Michelle.
Zur Bedeutung siehe den Artikel Michael.

## Namensträgerinnen
- Michèle Alliot-Marie (* 1946), französische Politikerin
- Michèle Chardonnet (* 1956), französische Leichtathletin
- Michèle Girardon (1938–1975), französische Schauspielerin
- Michèle Jacot (* 1952), französische Skirennläuferin
- Michèle Kiesewetter (1984–2007), deutsche Polizistin, Opfer des Nationalsozialistischen Untergrunds
- Michèle Lamont (* 1957),  kanadisch-US-amerikanische Soziologin
- Michèle Marian (* 1963), deutsche Schauspielerin
- Michèle Mercier (* 1939), französische Schauspielerin
- Michèle Morgan (1920–2016), französische Filmschauspielerin
- Michèle Mouton (* 1951), französische Rallyefahrerin
- Michèle Sebag, französische Informatikerin
- Michèle Tichawsky (* 1962), deutsche Schauspielerin und Synchronsprecherin
- Michèle Watrin (1950–1974), französische Schauspielerin